# Martin Hvastija
Martin Hvastija, slovenski kolesar, * 30. november 1969, Ljubljana.
Hvastija je za Slovenijo nastopil na Poletnih olimpijskih igrah 2000 v Sydneyju, kjer je nastopil na cestni dirki in kronometru. V cestni dirki je odstopil, na kronometru pa je osvojil 22. mesto. V letih 1997 in 2005 je zmagal na dirki za Veliko nagrada Kranja, leta 1994 je postal slovenski državni prvak v kronometru. Dvakrat je nastopil na Dirki po Franciji, petkrat na Dirki po Italiji in šestkrat na Dirki po Španiji. Najboljšo skupno uvrstitev na dirkah Grand Toura je dosegel na Dirki po Italiji leta 1997 z 59. mestom.

## Pomembnejša tekmovanja

### Tritedenske etapne dirke
| Grand Tour        | 1996 | 1997 | 1998 | 1999 | 2000 | 2001 | 2002 | 2003 | 2004 |
| ----------------- | ---- | ---- | ---- | ---- | ---- | ---- | ---- | ---- | ---- |
| Dirka po Italiji  | —    | 59   | 88   | 75   | —    | 105  | —    | DNF  | —    |
| Dirka po Franciji | —    | —    | —    | —    | —    | —    | 128  | —    | DNF  |
| Dirka po Španiji  | 99   | 110  | DNF  | —    | 114  | DNF  | —    | —    | DNF  |